# الصوالح 2 (لغديرة)
الصوالح 2 هي إحدى مشيخات المملكة المغربية، تتبع جغرافيا لإقليم الجديدة وإداريًا للغديرة. يقدر عدد سكانها بـ 6360 نسمة حسب الإحصاء الرسمي للسكان والسكنى لسنة 2004.